# ヒガンフグ
ヒガンフグ（彼岸河豚、Takifugu pardalis）はフグ科に属する海水魚である。マフグ（真河豚）、ナゴヤフグ（名古屋河豚）、メアカフグ（目赤河豚）などの異名がある。「名古屋河豚」とは、「当たったら身の終わり（美濃・尾張）になる」というだじゃれに由来し、本種のほかコモンフグ・クサフグ・ナシフグなどがそう呼ばれる。

## 形態
最大で標準体長30cm程度になる。背鰭11-14軟条、臀鰭9-12軟条。皮膚に小棘はないが、小さな丸い突起が散らばる。背面は褐色で、多数の黒い斑点がある。腹面は白い。

## 生態
日本各地の岩礁または藻場に分布していて、浅海にすむ。甲殻類や軟体動物、海底生物をおもに食べる。

## 毒性
筋肉は無毒で食用になるが、皮膚と精巣には毒性がある。また、地域によって毒性に差があり、岩手県越喜来湾・釜石湾、宮城県雄勝湾で漁獲されたものは毒性が強く食用不可とされている。肉はトラフグに次いで美味とされ、高値で取引される。